# Niezależny Komitet Historyczny Badania Zbrodni Katyńskiej
Niezależny Komitet Historyczny Badania Zbrodni Katyńskiej (NKHBZK) – polska organizacja społeczna stawiająca sobie za cel prowadzenie badań historycznych nad zbrodnią katyńską. 

## Historia
W październiku 1989 roku powołano w Polsce Komitet Historyczny Badania Zbrodni Katyńskiej, w którego skład weszli Andrzej Chmielarz, Jerzy Jackl, Stanisław Maria Jankowski, Andrzej Kunert, Bożena Łojek, Adam Macedoński, Marek Tarczyński, Jacek Trznadel, Jędrzej Tucholski i Wojciech Ziembiński. W październiku 1989 roku w składzie Komitetu znaleźli się również Jan Olszewski i Piotr Łysakowski. W lutym 1990 roku Komitet, do którego dołączył Cezary Chlebowski, zmienił nazwę na Niezależny Komitet Historyczny Badania Zbrodni Katyńskiej. Członkami Rady Honorowej Komitetu zostali Józef Czapski, Gustaw Herling-Grudziński, ks. prof. Leon Musielak, ks. Zdzisław Peszkowski, prof. Stanisław Swianiewicz i prof. Janusz Zawodny. Komitet nawiązał współpracę z Polską Fundacją Katyńską, utworzoną w 1990 roku.
Komitet skupia historyków, działaczy społecznych i publicystów zajmujących się zbrodnią katyńską; jego celem jest prowadzenie badań historycznych o zagładzie oficerów polskich zamordowanych wiosną 1940 roku przez sowieckie NKWD. Od 1990 roku wraz z Polską Fundacją Katyńską publikuje „Zeszyty Katyńskie” z pracami naukowymi i materiałami źródłowymi dotyczącymi zbrodni katyńskiej. 
W 2010 roku Niezależny Komitet Historyczny Badania Zbrodni Katyńskiej otrzymał nagrodę Kustosza Pamięci Narodowej.